# Mappano
Mappano o Mappano Torinese (Mapan in piemontese) è un comune italiano di 7 275 abitanti della città metropolitana di Torino, in Piemonte. È stato istituito il 31 gennaio 2013 dopo lunghe e complesse vicende per scorporo del territorio dai comuni di Caselle Torinese, Borgaro Torinese, Settimo Torinese e Leini.

## Geografia fisica
Il paese di Mappano ha all'incirca la forma di un triangolo ottusangolo: il lato ovest è delimitato dal Raccordo autostradale 10 e il lato sud è delimitato dalla Tangenziale Nord di Torino ed è tagliato quasi a metà dalla SP 267 che nel territorio comunale prende il nome di "Strada Cuorgnè".

## Storia
I primi documenti che fanno riferimento a Mappano risalgono al XIII secolo quando la regione, per il suo paesaggio acquitrinoso, era conosciuta come i fanghi o alla palude.
L'attuale denominazione è quasi certamente legata al nome degli Amapano, una famiglia benestante e di cultura, proprietaria di alcuni terreni sul territorio dell'attuale Mappano.
Nel XVII secolo la bonifica del territorio e la costruzione del Naviglio da parte dei Gesuiti, così come l'impulso dato da Carlo Emanuele II all'economia sabauda, favorirono lo sviluppo dell'agricoltura e dell'allevamento mappanesi e la nascita del mestiere dei Lavandé, capaci di servire per decenni l'intera città di Torino.
La costruzione della Chiesa Parrocchiale dedicata a Nostra Signora del Sacro Cuore di Gesù, nel 1913, testimoniava la crescita della popolazione, ulteriormente aumentata negli anni in seguito all'insediamento di industrie e alla correlata immigrazione interna.

### Costituzione del comune
- Nel 1985 era nato un primo Comitato per la costituzione del Comune di Mappano; nel 1992 si è svolto il primo passo realmente democratico (consultazione e referendum dei cittadini della frazione), nella consultazione del maggio 1992 si chiedeva a quale Comune tra Caselle Torinese, Borgaro Torinese, Settimo Torinese e Leinì ci si volesse accorpare, la maggioranza decise per Borgaro Torinese ma doveva essere confermato con il referendum che si tenne il 15 novembre 1992 e che vedeva la maggioranza dei cittadini contrari alla consultazione del maggio 1992 per cui contrari all'accorpamento con il Comune di Borgaro Torinese. Tra il 1992 e il 2013, seguirono altre iniziative e la costituzione di un secondo Comitato per la costituzione di Mappano Comune nel 2001. Tuttavia il numero complessivo dei residenti nel comune proposto non soddisfaceva i limiti della legge all'epoca in vigore (10 000 abitanti).
- Nel 2009, una legge regionale abbassa la soglia di residenti richiesta ed il 29 luglio 2009 il Consiglio regionale del Piemonte delibera lo svolgimento di un referendum consultivo sull'istituzione del Comune di Mappano.[6]
- I comuni interessati dallo scorporo si oppongono ed iniziano un lungo e complesso iter di contenzioso legale che coinvolge TAR, Consiglio di Stato, Corte costituzionale e Consiglio regionale del Piemonte.
- La Istituzione del Comune di Mappano viene stabilita dalla Regione Piemonte il 31 gennaio 2013, ma sospesa da TAR e Corte costituzionale. Solo la rinuncia al contenzioso da parte dei comuni interessati allo scorporo permette, il 21 febbraio 2017, di rendere pienamente operativo il nuovo comune.
- L'11 giugno 2017 Mappano vota come Comune e il 14 luglio 2017 il consiglio comunale approva il gonfalone e lo stemma comunale[7] ed il successivo 28 luglio lo statuto comunale.[8]

### Simboli
Lo stemma e il gonfalone del comune di Mappano sono stati concessi con decreto del presidente della Repubblica del 19 settembre 2018.
Il gonfalone è un drappo partito d'azzurro e di bianco.

## Società

### Evoluzione demografica
Abitanti censiti

## Amministrazione
| Periodo          | Periodo        | Primo cittadino          | Partito           | Carica                  | Note |
| ---------------- | -------------- | ------------------------ | ----------------- | ----------------------- | ---- |
| 27 febbraio 2013 | 12 giugno 2017 | Giuseppe Zarcone         | -                 | commissario prefettizio |      |
| 12 giugno 2017   | in carica      | Francesco Augusto Grassi | Mappano in comune | sindaco                 |      |